# Bletiken (Vilhelmina socken, Lappland, 719679-155925)
Bletiken är en sjö i Vilhelmina kommun i Lappland och ingår i Umeälvens huvudavrinningsområde. Sjön har en area på 0,0975 kvadratkilometer och ligger 438 meter över havet. Sjön avvattnas av vattendraget Storbäcken.

## Delavrinningsområde
Bletiken ingår i det delavrinningsområde (719710-155814) som SMHI kallar för Ovan Raningsbäcken. Medelhöjden är 452 meter över havet och ytan är 18,81 kvadratkilometer. Räknas de 4 avrinningsområdena uppströms in blir den ackumulerade arean 67,27 kvadratkilometer. Storbäcken som avvattnar avrinningsområdet har biflödesordning 2, vilket innebär att vattnet flödar genom totalt 2 vattendrag innan det når havet efter 286 kilometer. Avrinningsområdet består mestadels av skog (22 procent) och sankmarker (77 procent). Avrinningsområdet har 0,13 kvadratkilometer vattenytor vilket ger det en sjöprocent på 0,7 procent.